# Asteroide tipo D
Asteroides do tipo D são asteroides que possuem um albedo muito baixo, com um espectro electromagnético avermelhado sem distinções. São encontrados nas regiões externas do cinturão de asteroides e além. Exemplos incluem 152 Atala, 588 Achilles, 624 Hektor e 944 Hidalgo. O modelo de Nice sugere que asteroides do tipo D possam ser objetos do cinturão de Kuiper que foram capturados.